# Wildenberg (Fichtelgebirge)
Der Wildenberg ist ein 640 m ü.NN hoher bewaldeter Bergrücken im Norden der Kreisstadt Wunsiedel im Landkreis Wunsiedel im Fichtelgebirge in Bayern. Er liegt östlich der Straße von Wunsiedel nach Bibersbach, im Süden fließt der Siechenbach vorbei. Das zehn Hektar große Waldgebiet gehört der Stadt Wunsiedel und wird forstwirtschaftlich genutzt.

## Name
Im Landbuch der Sechsämter von 1499 wird der Berg als Widemberg bezeichnet, wobei die Namensherkunft noch unbekannt ist.

## Windenergieanlage
Seit dem Jahr 2016 steht auf der Nordseite des Berges eine Windenergieanlage mit einer Nabenhöhe von 137 Metern und einem Rotordurchmesser von 126 Meter.